# Burmoniscus wolffi
Burmoniscus wolffi är en kräftdjursart som först beskrevs av Albert Vandel 1970.  Burmoniscus wolffi ingår i släktet Burmoniscus och familjen Philosciidae. Inga underarter finns listade i Catalogue of Life.